# Solva devexifrons
Solva devexifrons är en tvåvingeart som först beskrevs av Yang och Akira Nagatomi 1993.  Solva devexifrons ingår i släktet Solva och familjen lövträdsflugor.
Artens utbredningsområde är Sichuan (Kina). Inga underarter finns listade i Catalogue of Life.